# Иоганн I (Шпонгейм-Кройцнах)

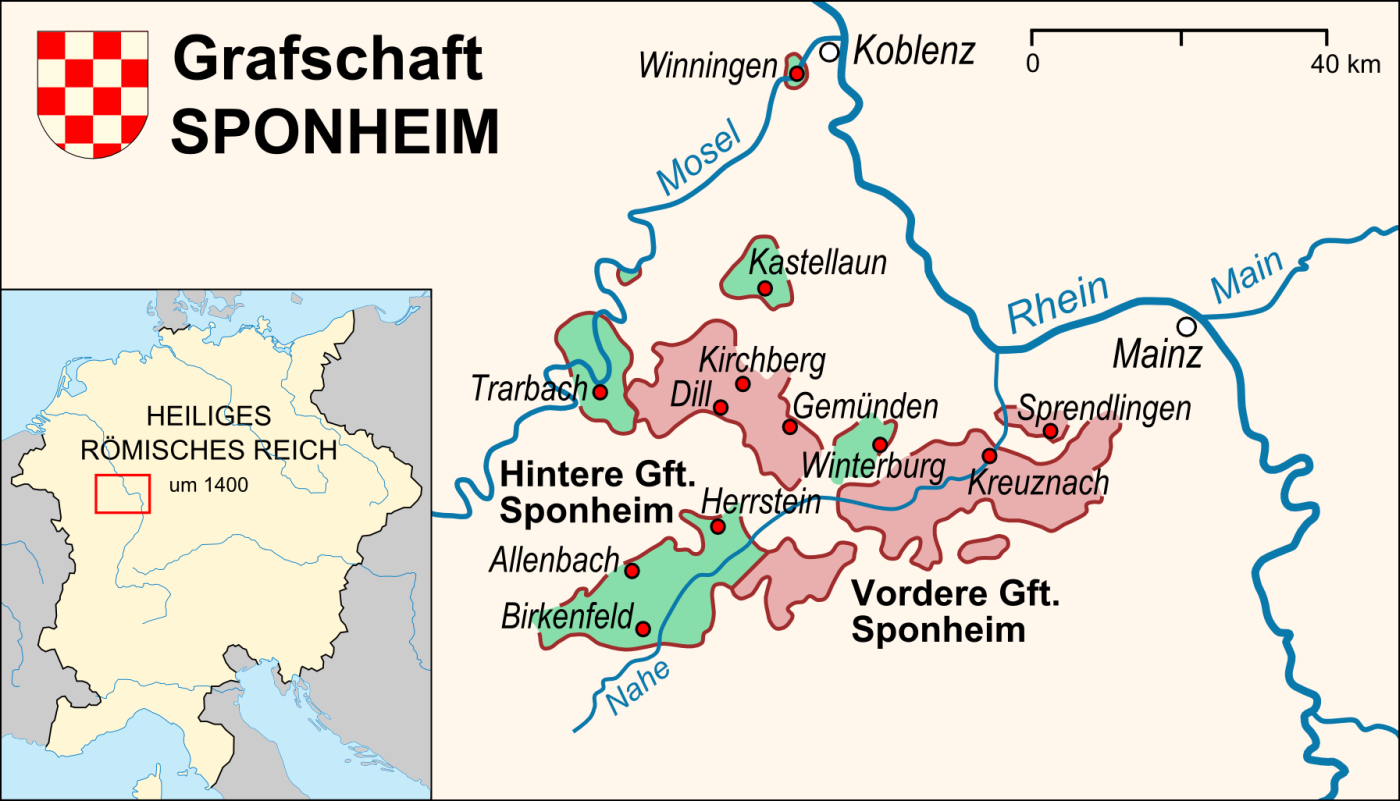

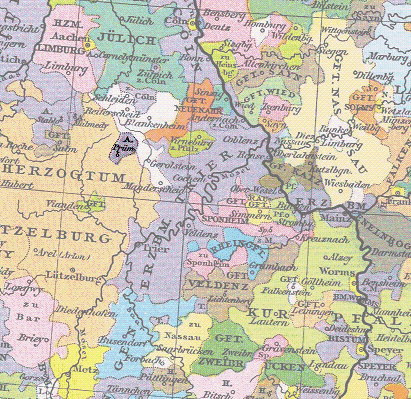
Графство Шпонгейм (фиолетовым в центре)

Иоганн I Хромой (нем. Johann I. von Sponheim-Kreuznach «der Lahme»; 1245/1250 — 1291) — граф Переднего Шпонгейма с 1264 года.

## Биография
Сын Симона I. Сначала правил совместно с братом Генрихом (фактически — один), но в 1277 году они разделили владения: Генрих получил Бёкельхайм, Вайнсхайм, Монцинген, Зесбах, Максайн и Зельтерс.
В 1278 году Генрих вопреки договорённости продал Бёкельхайм архиепископу Майнца за 1040 ахенских марок. Иоганн I пытался отвоевать город, но потерпел поражение.

## Семья
Жена (свадьба 1265) — Адельгейда фон Лейнинген (ум. 1301), дочь графа Эмиха IV фон Лейнинген. Дети:
- Симон II (ум. после 10 янв. 1333)
- Иоганн II (ум. 1340)
- Эмих (ум. 1325), архидиакон
- Готфрид (ум. 1316), священник
- Адельхейда, монахиня
- Анна (ум. 1311), жена графа Людвига фон Ринека